# Holloceratognathus helotoïdes
Holloceratognathus helotoïdes is een keversoort uit de familie vliegende herten (Lucanidae). De wetenschappelijke naam van de soort is voor het eerst geldig gepubliceerd in 1862 door Carl Gustaf Thomson.